# Zbigniew Boniek
Zbigniew Kazimierz Boniek (født 3. marts 1956 i Bydgoszcz, Polen) er en polsk tidligere fodboldspiller, der gennem 1970'erne og 1980'erne havde stor succes som angriber hos Widzew Łódź i sit hjemland, samt hos de italienske klubber Juventus FC og AS Roma. Hans karriere strakte sig fra 1975 til 1988. Boniek blev i 2004 udvalgt til FIFA 100, en kåring af de 125 bedste nulevende fodboldspillere gennem historien.
Boniek blev polsk mester med Widzew Łódź i 1981 og 1982, og italiensk mester med Juventus FC i 1984. Med Torino-klubben vandt han desuden Pokalvindernes Europa Cup og UEFA Super Cup i 1984, samt Mesterholdenes Europa Cup i 1985.
Efter sit karrierestop blev Boniek træner, og har blandt andet stået i spidsen for Polens landshold, omend kun kortvarigt. Han blev senerehen også præsident i det polske fodboldforbund.

## Landshold
Boniek nåede i løbet af sin karriere at spille 80 kampe for Polens landshold, som han spillede for i årene mellem 1976 og 1988. Han repræsenterede sit land ved tre VM-slutrunder i træk, i 1978 i Argentina, 1982 i Spanien samt i 1986 i Mexico.

## Titler
Polsk mesterskab
- 1981 og 1982 med Widzew Łódź

Serie A
- 1984 med Juventus FC

Coppa Italia
- 1984 og 1986 med Juventus FC

Pokalvindernes Europa Cup
- 1984 med Juventus FC

UEFA Super Cup
- 1984 med Juventus FC

Mesterholdenes Europa Cup
- 1985 med Juventus FC